# Bassaniana baudueri
Bassaniana baudueri is een spinnensoort uit de familie van de krabspinnen (Thomisidae).
De wetenschappelijke naam van de soort werd in 1877 als Oxyptila baudueri gepubliceerd door Eugène Simon.

## Synoniemen
- Xysticus albomaculatus Kulczynski, 1891